# アルクィン
- アルクィン
- アルクイン
- アルクィヌス
- アルクイヌス

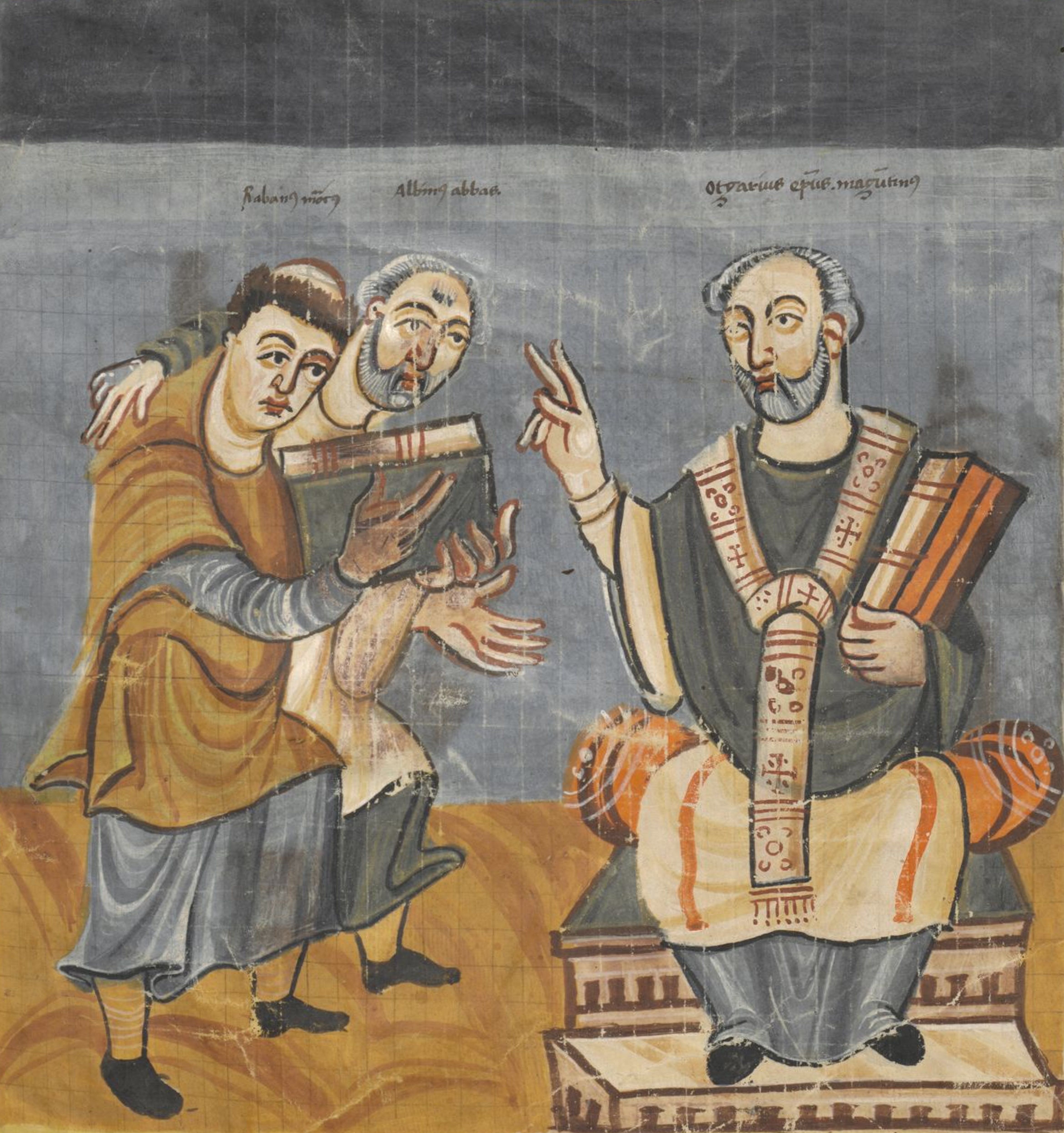
アルクィン（中央の人物）

アルクィン（Alcuin、735年？ - 804年5月19日）またはアルクィヌス（羅: Alcuinus）は、ブリテン島イングランドのヨーク出身の修道士、神学者。カロリング朝ルネサンスを代表する人物。長年ヨークにある学校の教師として勤めたのち、カール大帝のフランク王国の教会制度と教育制度の相談役を務めた。769年からはトゥールの司教となり、晩年は聖マルティヌス（サン・マルタン）修道院院長を務めた。

## 人物・生涯
アルクィンはアングロ・サクソン人である。
ヨークの大聖堂学校（cathedral school）でエゼルバート（ethelbert ? - 780年?）のもと、教育を受けた（アルクィンはエゼルバートと写本を探すためにローマを訪れている）。エセルバートが766年にヨーク大司教に叙階（叙任）されたとき、彼は司教養成学校（episcopal school）の校長に就任した。彼は780年にヨークの大司教イアンバルド1世（Eanbald I）を訪れ、大司教としての権威を象徴する祭服であるパリウムを取りに再びローマに行った。

### カール大帝との出会い
また、彼はイタリア北部のパルマでカール大帝と会った。カール大帝はアルクィンを説得してアーヘンの宮廷に招き、彼にフェリエール（Ferrieres）とフランス北部のトロワ（Troyes）の聖ループの修道院を与えた。

### フランク王国にて
782年から790年まで、アルクィンはフランク王国の宮廷学校で、王や家族、学問のため集まった若者、および宮廷礼拝堂の若い聖職者に教えた。ピピン（カール大帝の子）とアルクィンの対話の中に、彼らが行った学問の例が見られる。教育改良運動に関して残っている1つの資料は、アルクィンが書いたカール大帝の回状De Litteris Colendis（On the Study of Letters）である。
790年、アルクィンはイングランドへ戻ったが、カール大帝は北スペインに勢力を持っている養子的キリスト論（養子論）に対抗するため、再びアルクィンを招いた。その頃、トレド大司教のエリバントゥスとウルヘル(Urgel)の司教フェリックスが、イエスは人間で神の養子になったという、異端説を唱えていた。794年のフランクフルト教会会議では、アルクィンが正統の主張により勝利した。

### 晩年
その後、再びイングランドへ戻ったが、エゼルレッド王の死（796年）につながることとなった騒乱のために、イングランドを離れる。カール大帝はトゥールにあるサン・マルタン修道院を与え、アルクィンは晩年までそこで過ごした。
アルクィンは修道院学校（abbey school）を優れたモデルにし、多くの学生がそこに集まった。そして、彼は非常に美しい多数の写本を書いた。さらに、彼は修道院で多くの畏敬な修道士を育て上げた。こうした仕事の最中に亡くなった。

## カール大帝とアルクィン
アルクィンはカール大帝の宗教政策を中心とした問題についての、最も有力な助言者の一人であった。
アルクィンはカトリック信仰が地上に平和をもたらすものであると信じ、その実現者をカール大帝に見た。
799年にアルクィンがカール大帝にあてた有名な書簡では、教皇・ビザンツ皇帝がいずれも堕落しているのに対し、カール大帝のフランク王国のみが正しいキリスト教君主であるとした。そのすぐあとに出された書簡では、アルクィンはカールのフランク王国を「キリスト教帝国 ("Imperium Christianum")」と呼び、カールの王権を全キリスト教共同体を覆うものとしている。このアルクィンのいう「キリスト教帝国」は800年のカール大帝の戴冠で劇的に現実化した。アルクィンは両剣論を取り上げ、カール大帝が世俗の剣も霊的な剣もともに神から授かったとして教権に対する帝権の優位を説いた。

## 著作
アルクィンはラテン語の知識をフランク王国に伝えた。彼の多くの業績はDe Litteris Colendisをはじめとして現在も残されている。

### 教育書
その他の業績として、彼が仕事で使用していた文法および修辞と論理的推論の教育におけるいくつかの手引き書がある。それらは、対話の形式で書かれており、最後の対話者はカール大帝とアルクィンである。

### 神学書
また、彼はtreatise de Fide Trinitatis、聖書の注釈など、いくつかの神学の論文を書いた。

### 書簡
彼は、イングランドの友人や、ザルツブルクの司教のアルノー（彼もまたカール大帝の助言者の一人であった。）、またカール大帝に多くの手紙を書いた。手紙は311通は現存している。主に敬虔な黙想録で満たされるが、当時の文学と社会状況がよくうかがえるもので、カロリング朝の人文主義の歴史に対する最も信頼できる資料である。
カール大帝が795年教皇レオ3世が選出された際に送った外交書簡はアルクィンの手になるものと考えられている。この書簡は、キリスト教のための戦争、信仰の擁護などをフランク国王の職務と述べ、ローマ教皇の職務は祈りを通じて国王を補佐することであると述べている。

### 詩
Fortunatus様式で書かれたいくつかの優雅な手紙に加えて、彼はいくつかの長編詩およびヨークの教会の詩の全体の歴史を書いた。例えば、Versus de patribusやregibus et sanctis Eboracensis ecclesiaeである。

## その他
なお、ヨーク大学のアルクィン・カレッジは彼に由来する。